# Eleonora Giorgi (Leichtathletin)
Eleonora Anna Giorgi (* 14. September 1989 in Mailand) ist eine italienische Geherin.

## Sportliche Laufbahn
Giorgi startete bei den Olympischen Spielen 2012 im 20-km-Straßengehen und belegte in einer Zeit von 1:29:48 h den 12. Platz.
Sie stellte am 18. Mai 2014 in Misterbianco den Weltrekord im 5000-Meter-Bahngehen in einer Zeit von 20:01,80 min auf.
Giorgi gewann 2019 bei den Weltmeisterschaften im 50-km-Straßengehen in Doha (Katar) die Bronzemedaille und hält den Europäischen Rekord im 50-km-Straßengehen in einer Zeit von 4:04:50 h.
Sie startete bei den Olympischen Spielen 2020 im 20-km-Straßengehen.
Sie ist mit dem italienischen Geher Matteo Giupponi verlobt. Am 24. November 2022 kam das erste gemeinsame Kind, ihr Sohn Leone, zur Welt.

## Erfolge
| Jahr               | Meisterschaft                  | Austragungsort         | Platzierung | Disziplin               | Zeit         | Sonstiges |
| ------------------ | ------------------------------ | ---------------------- | ----------- | ----------------------- | ------------ | --------- |
| Jugend             |                                |                        |             |                         |              |           |
| 2008               | World Race Walking Cup (U20)   | Tscheboksary           | 27. Platz   | 10 km Straßengehen      | 49:44 min    |           |
| 2008               | U20-Weltmeisterschaften        | Bydgoszcz              | 18. Platz   | 10.000 m Bahngehen      | 47:58,68 min |           |
| 2009               | U23-Europameisterschaften      | Kaunas                 | 11. Platz   | 20 km Straßengehen      | 1:39:42 h    |           |
| 2011               | U23-Europameisterschaften      | Tschechien             | 4. Platz    | 20 km Straßengehen      | 1:38:41 h    |           |
| Frauen Hauptklasse |                                |                        |             |                         |              |           |
| 2011               | European Race Walking Cup      | Portugal               | 28. Platz   | 20 km Straßengehen      | 1:38:29 h    |           |
| 2012               | World Race Walking Cup         | Volksrepublik China    | 14. Platz   | 20 km Straßengehen      | 1:32:57 h    | PB        |
| 2012               | World Race Walking Challenge   | Spanien                | 6. Platz    | 20 km Straßengehen      | 1:31:18 h    | PB        |
| 2012               | Olympische Spiele              | Vereinigtes Königreich | 14. Platz   | 20 km Straßengehen      | 1:29:48 h    | PB        |
| 2013               | European Race Walking Cup      | Slowakei               | 6. Platz    | 20 km Straßengehen      | 1:32:09 h    |           |
| 2013               | Mittelmeerspiele               | Türkei                 | 1. Platz    | 20 km Straßengehen      | 1:39:13 h    |           |
| 2013               | Weltmeisterschaften            | Russland               | 10. Platz   | 20 km Straßengehen      | 1:30:01 h    |           |
| 2014               | World Race Walking Cup         | Volksrepublik China    | 5. Platz    | 20 km Straßengehen      | 1:27:05 h    | PB        |
| 2015               | European Race Walking Cup      | Murcia                 | 2. Platz    | 20 km Straßengehen      | 1:26:17 h    | PB        |
| 2015               | European Race Walking Cup      | Murcia                 | 2. Platz    | 20 km Straßengehen Team | 30 Punkte    |           |
| 2018               | Geher-Team-Weltmeisterschaften | Volksrepublik China    | 2. Platz    | 20 km Straßengehen Team | 38 Punkte    |           |
| 2019               | European Race Walking Cup      | Litauen                | 1. Platz    | 50 km Straßengehen      | 4:04:50 h    | PB/ER     |
| 2019               | European Race Walking Cup      | Litauen                | 3. Platz    | 50 km Straßengehen Team | 50 Punkte    |           |
| 2019               | Weltmeisterschaften            | Katar                  | 3. Platz    | 50 km Straßengehen      | 4:29:13 h    |           |
| 2021               | Olympische Spiele              | Japan                  | 52. Platz   | 20 km Straßengehen      | 1:46:36 h    |           |